# Nadžrán
Nadžrán je město v jihozápadní Saúdské Arábii. Je hlavním městem provincie Nadžrán a v roce 2022 zde žilo přibližně 381 tisíc obyvatel. Město leží přibližně 10 kilometrů severně od hranice s Jemenem a je tak jedním z nejjižněji položených saúdskoarabských měst. Většina obyvatel žijících ve městě patří do islámské ší'itské odnože Ismá'ílíja, je zde ale také početná menšina Sunnitů. 
V místě, kde se dnešní moderní Nadžrán nachází, stálo ve starověku stejnojmenné město, jehož pozůstatky se však téměř nedochovaly. Nachází se zde několik vysokých škol, z nichž nejvýznamnější je Univerzita v Nadžránu. Sídlí zde několik fotbalových klubů, z nichž nejvýznamnější je klub Najran SC založený v roce 1980. Leží zde také několik nemocnic. Ve městě panuje teplé aridní podnebí.